# Trešnjevka – sjever
Trešnjevka – sjever gradska je četvrt u samoupravnom ustrojstvu Grada Zagreba.
Gradska četvrt osnovana je Statutom Grada Zagreba 14. prosinca 1999., a u prethodnom ustrojstvu postojala je općina Trešnjevka.
Po podacima iz 2011. površina četvrti je 5,8 km2, a broj stanovnika 55 425.
Četvrt obuhvaća dio Zagreba južno od željezničke pruge, sjeverno od Ljubljanske/Zagrebačke avenije, a između Savske i Zagrebačke ceste. Na istoku prevladavaju pravilni gradski blokovi, a na zapadu uske uličice s gusto naseljenim kućama.
Unutar četvrti postoje izdvojena naselja Voltino naselje i Rudeš. Kroz četvrt prolazi napuštena trasa uskotračne željeznice Samoborček.

## Mjesni odbori
- Mjesni odbor "Antun Mihanović"
- Mjesni odbor Ciglenica
- Mjesni odbor "Dr. Ante Starčević"
- Mjesni odbor Ljubljanica
- Mjesni odbor "Nikola Tesla"
- Mjesni odbor Pongračevo
- Mjesni odbor Rudeš
- Mjesni odbor "Samoborček"
- Mjesni odbor "Silvije Strahimir Kranjčević"
- Mjesni odbor Stara Trešnjevka

## Vijeće gradske četvrti Trešnjevka – sjever
- predsjednik: nije izabran
- potpredsjednik: nije izabran

Vijeće gradske četvrti Trešnjevka – sjever ima 19 zastupnika.
| lista | lista                                                                  | nositelj liste          | glasovi | postotak | mandati |
| ----- | ---------------------------------------------------------------------- | ----------------------- | ------- | -------- | ------- |
|       | Možemo! – SDP                                                          | Roman Karaturović       | 9723    | 50,33 %  | 12 / 19 |
|       | NL Marija Selak Raspudić                                               | Dario Rudec             | 2726    | 14,11 %  | 3 / 19  |
|       | HDZ – Domovinski pokret – HSU – HSS                                    | Danijela Blažanović     | 2479    | 12,83 %  | 3 / 19  |
|       | Jedino Hrvatska! – Domino – Hrvatski suverenisti – Blok za Hrvatsku    | Lucija Koturić Čabraja  | 1057    | 5,47 %   | 1 / 19  |
|       | Zagreb United                                                          | Irina Jozić             | 965     | 4,99 %   | 0 / 19  |
|       | NL Pavle Kalinić – Stranka umirovljenika – Umirovljenici zajedno – ZDS | Dino Dorotić            | 631     | 3,26 %   | 0 / 19  |
|       | DO i SIP – GLAS – ORaH – Reformisti                                    | Zorislav Antun Petrović | 620     | 3,20 %   | 0 / 19  |
|       | Blok umirovljenici zajedno – Plavi grad                                | Igor Dundjer            | 498     | 2,57 %   | 0 / 19  |
|       | Most – HSP                                                             | Krešimir Šimunović      | 462     | 2,39 %   | 0 / 19  |
|       | Hoćemo pravedno – Pokret za modernu Hrvatsku                           | Gordana Radnić          | 154     | 0,79 %   | 0 / 19  |

## Vanjske poveznice
- Službene stranice grada Zagreba
- Službena web stranica Gradske četvrti